# Mère (rivière)
Cet article possède des homonymes et des paronymes, voir Mere (homonymie).
La Mère est une rivière de France, située dans le département de la Vendée, en région Pays de la Loire.

## Géographie
De 32,9 km de longueur, elle possède deux têtes d'écoulement (sources) que sont les ruisseaux des Gerbaudières et de la Fontaine de Baignetruie tous deux situés à la limite des territoires communaux du Breuil-Barret et de Saint-Pierre-du-Chemin,.
La Mère, principal affluent de la rivière Vendée, la rejoint sur le territoire de la commune de Mervent.

### Communes et cantons traversés
La Mère traverse les dix communes vendéennes suivantes, d'amont en aval : de la limite communale Saint-Pierre-du-Chemin - Le Breuil-Barret (source), La Loge-Fougereuse, La Tardière, La Châtaigneraie, Antigny, Cezais, Vouvant, Bourneau, et Mervent (confluence).
Soit en termes de cantons, la Mère prend source dans le canton de La Châtaigneraie, et conflue dans le canton de Fontenay-le-Comte, le tout dans l'arrondissement de Fontenay-le-Comte.

### Bassin versant
La Mère traverse une seule zone hydrographique, « La Mère & ses affluents » (N711) de 175 km2 de superficie. Ce bassin versant est constitué à 84,58 % de « territoires agricoles », à 12.04 % de « forêts et milieux semi-naturels », à 2,74 % de « territoires artificialisés », à 0,71 % de « surfaces en eau »,.

### Organisme gestionnaire
Le SIAEP (Syndicat Intercommunal d'Alimentation en Eau Potable) de la forêt de Mervent est la collectivité qui gère la distribution d'eau potable dans les communes adhérentes. Ses délégataires sont : la SAUR Vendée/Deux-Sèvres, et Veolia Eau de La Roche-sur-Yon.

## Affluents
La Mère a treize tronçons affluents référencés dont :
- le ruisseau de la Fontaine-de-Gramagnoux, 2,3 km sur les deux communes de La Tardière et Saint-Pierre-du-Chemin avec un affluent ;
- le Pont-Boucher, 4,7 km sur les trois communes de La Châtaigneraie, Breuil-Barret, Loge-Fougereuse ;
- le Chambron, 9,8 km sur quatre communes avec cinq affluents et de rang de Strahler quatre ;
- le Petit-Fougerais, 13,1 km sur cinq communes avec quatre affluents ;
- les Verreries, 5,7 km sur les deux communes de Vouvant et Mervent avec un affluent.

### Rang de Strahler
Donc le rang de Strahler de la Mère est de cinq par le Chambron.

## Hydrologie
Son régime hydrologique est dit pluvial océanique.

### La Mère à Antigny
La Mère est observée depuis le 31 juillet 1997 à la station « N7114010 La Mère à Antigny (Moulin-Texier) », à 57 m d'altitude et pour un bassin versant de 59 km2.
Le module ou moyenne annuelle de son débit est à Antigny de 0,735 m3/s.

### Étiage ou basses eaux
À l'étiage, c'est-à-dire aux basses eaux, le VCN3, ou débit minimal du cours d'eau enregistré pendant trois jours consécutifs sur un mois, en cas de quinquennale sèche s'établit à 0,008 m3/s, ce qui est sévère,.

### Crues
Sur période d'observation, le débit journalier maximal a été observé le 5 janvier 2001 pour 14,80 m3/s. Le débit instantané maximal a été observé le 13 février 2014 avec 18,60 m3/s en même temps que la hauteur maximale instantanée de 243 cm soit 2,43 m.
Le QIX 2 est de 12,00 m3/s, le QIX 5 est 16,00 m3/s, le QIX 10 est de 20,00 m3/s et le QIX 20 est de 23,00 m3/s.

### Lame d'eau et débit spécifique
La lame d'eau écoulée dans cette partie du bassin versant de la rivière est de 395 millimètres annuellement, ce qui est au dessus d'un tiers à la moyenne en France, à 300 mm/an. Le débit spécifique (Qsp) atteint 12,5 litres par seconde et par kilomètre carré de bassin.

## Aménagements et écologie

### Histoire
Vers 1770, la carte de Cassini révèle la présence d'une quarantaine de moulins à eau.
Dans la moitié du XIXe siècle, les moulins à eau sont toujours présents, mais on note également la présence d'une usine à Mervent, d'une tannerie au Breuil-Barret ainsi que d'une filature à Loge-Fougereuse.
Depuis la construction du barrage de Pierre-Brune, dans les années 1970, à la limite des communes de Vouvant et Mervent, la Mère sert principalement de réserve d’eau destinée aux populations alentour et aux cultures.

### Barrages
Deux barrages sont implantés sur la rivière Mère :
- Le barrage de Vouvant, situé en queue de retenue, est mis en service en 1978. La capacité de stockage de la retenue est de 300 000 m3 pour une hauteur d'eau de 5,5 m[7],[8].
- Le barrage de Pierre-Brune, situé à la limite communale entre Vouvant et Mervent, est mis en service en 1979. Ce barrage fait 15 m de haut, pour 150 de long. La retenue du barrage de Pierre-Brune possède une superficie de 51 ha[7]. Sa capacité de stockage est de 3 000 000 m3 avec une hauteur d'eau de 14 m pour un bassin versant de 156 km2[9],[8].

C'est la crue exceptionnelle de 1960 (350 m3/s), qui entraîne la construction de ces deux barrages, considérés comme des barrages « tampons » et « réservoirs ».